# Smeagol phillipensis
Smeagol phillipensis är en snäckart som beskrevs av Annie Tillier och Winston F. Ponder 1992. Smeagol phillipensis ingår i släktet Smeagol och familjen Smeagolidae. Inga underarter finns listade i Catalogue of Life.